# 佩斯科瓦城堡

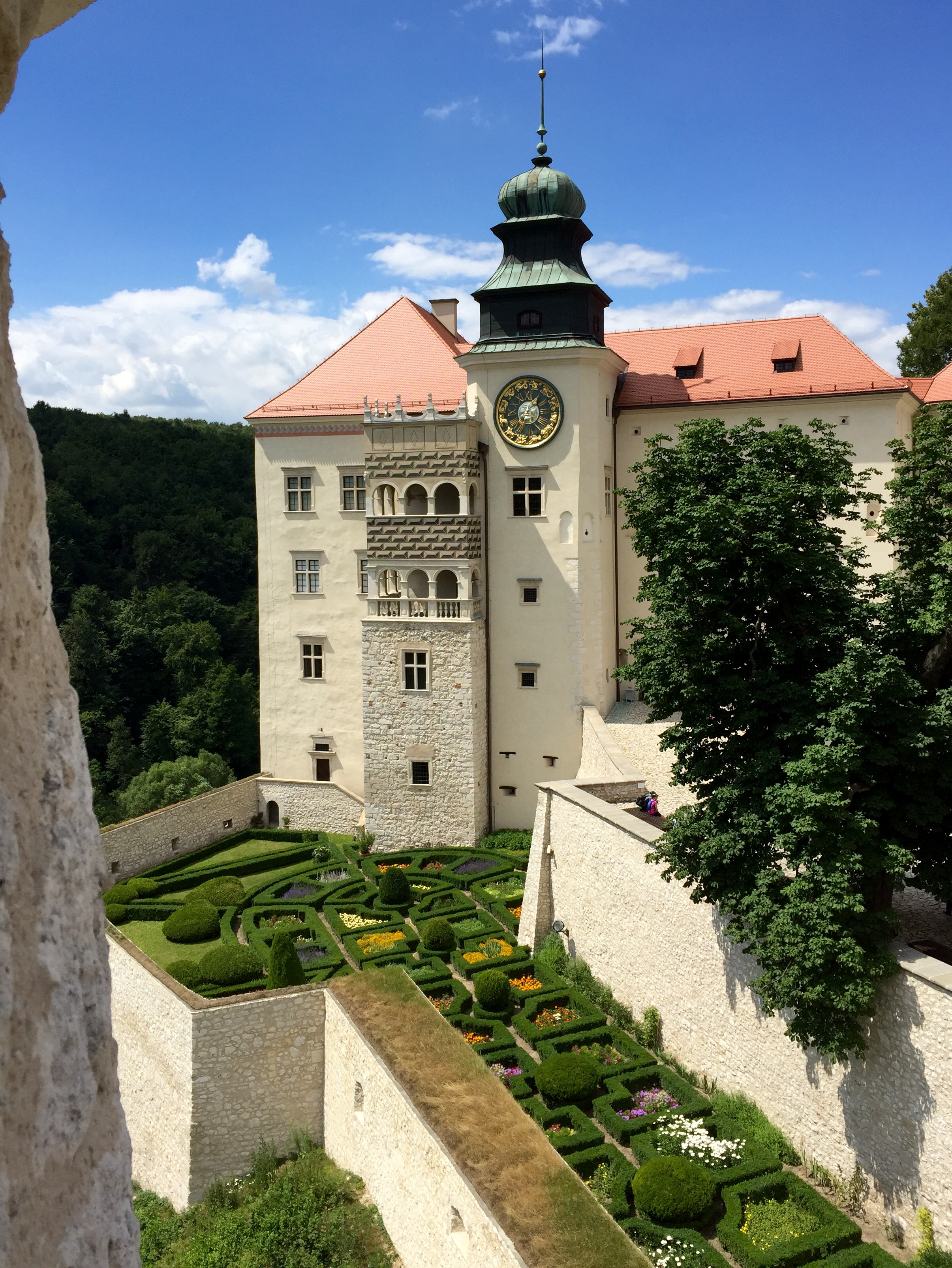
佩斯科瓦城堡

佩斯科瓦城堡（波蘭語：Pieskowa Skała）是波蘭的一座城堡，位於克拉科夫以北35公里處。這座城堡修建在一座石灰岩山崖之上，是一座文藝復興式建築，被劃入奧伊楚夫國家公園之內。城堡始建於卡齊米日三世時期。